# Silvia Hindorff
Silvia Hindorff, née le 27 juin 1961 à Sebnitz, est une gymnaste artistique est-allemande.

## Palmarès

### Jeux olympiques
- Moscou 1980
  -  médaille de bronze au concours par équipes

### Championnats du monde
- Strasbourg 1978
  -  médaille de bronze au concours par équipes
- Fort Worth 1979
  -  médaille de bronze au concours par équipes